# San Antonio Sacatepéquez
San Antonio Sacatepéquez – niewielka miejscowość na południowym zachodzie Gwatemali, w departamencie San Marcos. Według danych szacunkowych z 2012 roku liczba mieszkańców wynosiła 2344 osób. 
San Antonio Sacatepéquez leży około 9 km na zachód od stolicy departamentu – miasta San Marcos. 
Leży na wysokości 2409 metrów nad poziomem morza,  w górach Sierra Madre de Chiapas.

## Gmina San Antonio Sacatepéquez
Miasto jest także siedzibą władz gminy o tej samej nazwie, która jest jedną z dwudziestu dziewięciu gmin w departamencie. W 2012 roku gmina liczyła 20 184 mieszkańców. Gmina jak na warunki Gwatemali jest nieduża, a jej powierzchnia obejmuje 79 km². Mieszkańcy gminy utrzymują się głównie z rolnictwa i pracy w manufakturach przy produkcji butów, mebli i mydła. W rolnictwie dominuje uprawa pszenicy, kukurydzy i ziemniaków.